# 布嶼堡
布嶼堡，是台灣中南部自清治時期至日治初期的一個行政區劃，其範圍包括今雲林縣的崙背鄉全部、二崙鄉南部、麥寮鄉東部、東勢鄉東部、褒忠鄉全部及土庫鎮馬光四里和新庄里。
布嶼堡西北邊為深耕堡，東邊為西螺堡、大坵田堡，南邊為白沙墩堡，西邊為海豐堡。

## 管轄街庄
布嶼堡共轄28個庄：
- 今二崙鄉境內：二崙仔庄、惠來厝庄、大義崙庄、八角亭庄、番社庄、油車庄、大庄、田尾庄、三塊厝庄
- 今土庫鎮境內：馬公厝庄、崙內庄、新仔庄
- 今褒忠鄉境內：埔姜崙庄、馬鳴山、龍巖庄、潮洋厝庄
- 今崙背鄉境內：崙背庄、五塊厝庄、舊庄、草湖庄、貓兒干庄、大有庄、阿勸庄、羅厝庄、崩溝藔庄
- 今麥寮鄉境內：興化厝庄
- 今東勢鄉境內：月眉庄、同安厝庄